# دوغ هوبكينز
دوغ هوبكينز (بالإنجليزية: Doug Hopkins)‏ هو كاتب أغاني وعازف قيثارة أمريكي، ولد في 11 أبريل 1961 في سياتل في الولايات المتحدة، وتوفي في 5 ديسمبر 1993 في تمبي في الولايات المتحدة.

## وصلات خارجية
- دوغ هوبكينز على موقع IMDb (الإنجليزية)
- دوغ هوبكينز على موقع ميوزك برينز (الإنجليزية)
- دوغ هوبكينز على موقع ديسكوغز (الإنجليزية)